# Камбелсбург (Кентаки)
Камбелсбург (енгл. Campbellsburg) град је у америчкој савезној држави Кентаки.

## Демографија
По попису из 2010. године број становника је 813, што је 108 (15,3%) становника више него 2000. године.
| Група             | 2000.       | 2010.       |
| Белци             | 662 (93,9%) | 772 (95,0%) |
| Афроамериканци    | 27 (3,8%)   | 17 (2,1%)   |
| Азијати           | 6 (0,9%)    | 3 (0,4%)    |
| Хиспаноамериканци | 9 (1,3%)    | 5 (0,6%)    |
| Укупно            | 705         | 813         |